# Bando municipal

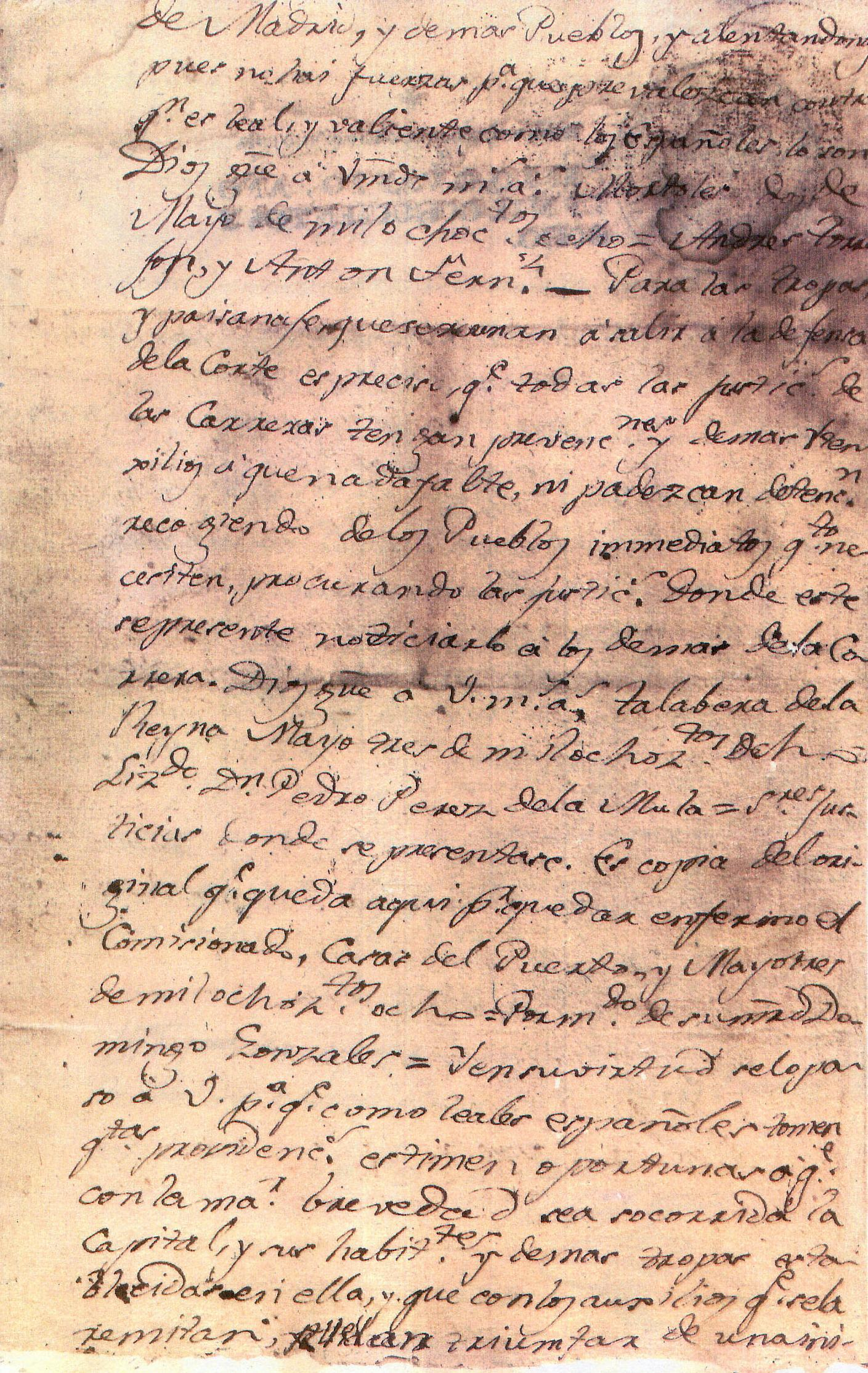
Bando de Villamil y los alcaldes de Móstoles (2 de mayo de 1808).

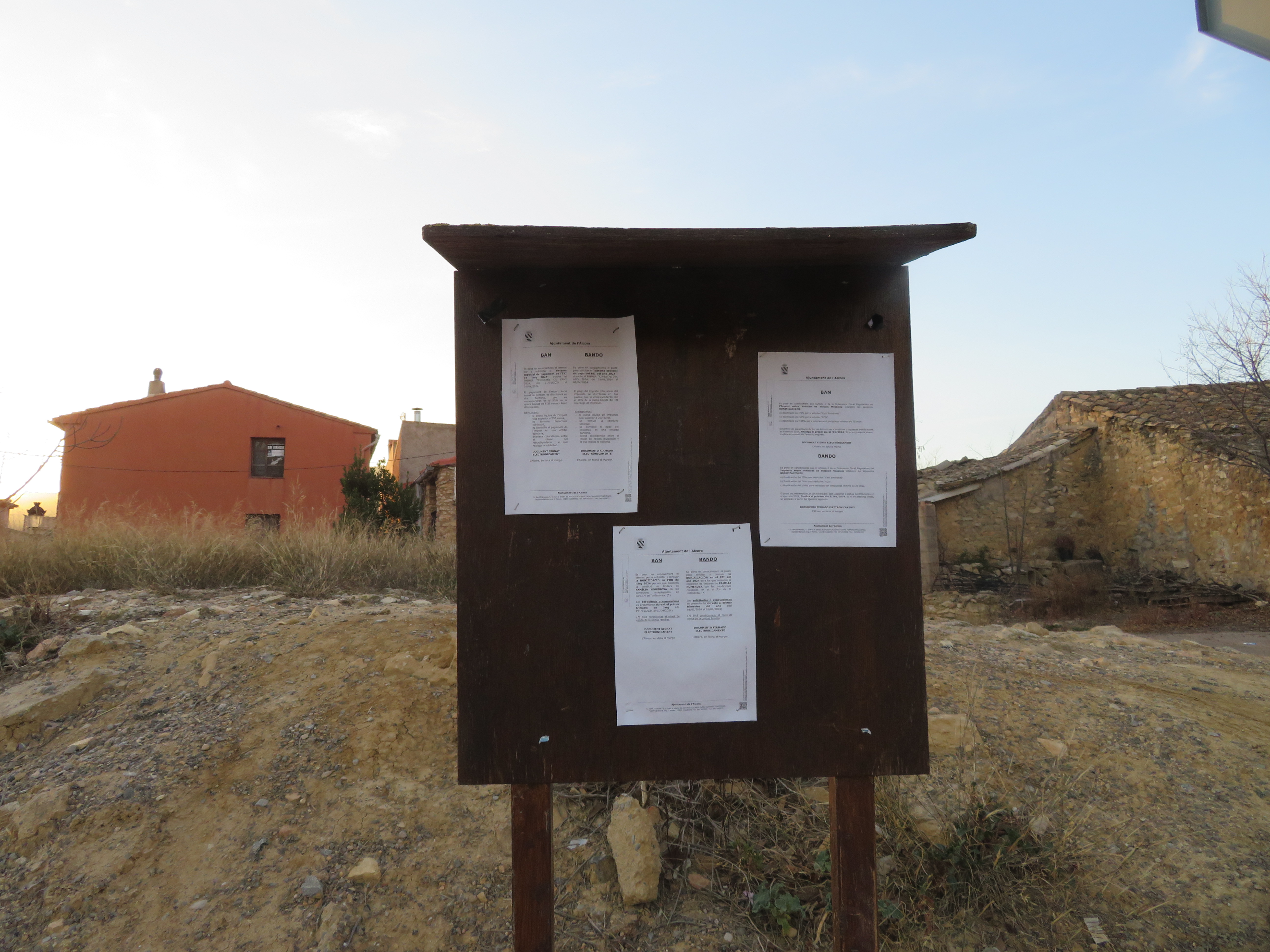
Panel de madera para fijar el Bando municipal.

Un bando municipal es una disposición o mandato publicado por orden superior. Los bandos pueden ser gubernativos o militares. Los primeros son dictados por la autoridad gubernativa del orden civil, y los segundos por una autoridad militar y al frente de tropa, para que todos se enteren de la disposición.
En relación con los bandos de policía y buen gobierno se establece un principio para garantía de los ciudadanos en general. Las autoridades no podrán imponer en ellos penalidades mayores a las fijadas en el Código Penal para las faltas, salvo expresa disposición de otra ley.

## Fuente
- Diccionario de Derecho Usual- G. Cabanellas.

- Datos: Q5719015